# ГЕС Цанков Камак
ГЕС Цанков Камак — гідроелектростанція в Болгарії у Південно-центральному регіоні. Входить до складу каскаду на річці Вача (права притока Мариці), знаходячись між ГЕС Девін (вище по течії) та ГАЕС Орфей. Стала останньою за часом спорудження станцією каскаду: якщо інші збудували ще в часи соціалістичного правління, то роботи на Цанков Камак велись з 2004 року та завершились прийняттям комплексу в експлуатацію у 2013-му.
В межах проекту Вачу перекрили арочною бетонною греблею висотою 130,5 м та довжиною 468 м, при спорудженні якої використали 485 тис. м3 бетону. Вона утворила водосховище із об'ємом 111 млн м3 та коливанням рівня поверхні, при якому здійснюється виробництво електроенергії, в межах 15 метрів.
Із водосховища накопичений ресурс подається до машинного залу за допомогою дериваційного тунелю. Зал знаходиться в долині Вачі за 3,5 км нижче від греблі за течією, але всього за 0,5 км від однієї із заток водосховища Цанков Камак, з якої і бере початок зазначений тунель. Основне обладнання станції становлять дві турбіни типу Френсіс потужністю по 42,5 МВт, які повинні при максимальному напорі у 150 метрів забезпечувати середньорічне виробництво на рівні 185 млн кВт-год. Для підтримки природної течії річки споруджено окремий злив, на якому працює додаткова турбіна із потужністю 1,3 МВт.
Видача електроенергії відбувається по ЛЕП, що працює під напругою 110 кВ.